# Иоганн Кристиан Зульцбахский
Иоганн Кристиан Зульцбахский (23 января 1700, Зульцбах-Розенберг, Верхний Пфальц — 20 июля 1733, Зульцбах-Розенберг, Верхний Пфальц) — маркиз ван Берген-оп-Зум с 1728 года, пфальцграф и герцог Зульцбаха с 1732 года, второй сын пфальцграфа Зульцбаха Теодора Эсташа Зульцбахского (1659—1732) и Марии Элеоноры Гессен-Ротенбургской (1675—1720), маркизы ван Берген-оп-Зум. 

## Биография
Иоганн Кристиан происходил из Пфальц-Зульцбахской линии Виттельсбахов. После смерти матери он 1728 году унаследовал титул маркиза ван Берген-оп-Зум и владения в Нидерландах. Смерть в 1729 году старшего брата Иосифа Карла, кроме того, сделала Иоганна Кристиана наследником отцовских владений и потенциальным наследником Пфальца и Пфальц-Нейбург, поскольку его родственник курфюрст Пфальца Карл III Филипп не имел наследников. 
После смерти отца в 1732 году Иоганн Кристиан унаследовал Пфальц-Зульцбах, однако уже в следующем году умер. Ему наследовал единственный сын Карл Теодор, который в 1742 году стал курфюрстом Пфальца, а в 1777 году — курфюрстом Баварии.

## Дети
1-я жена: с 1722 Мария Генриетта де Ла Тур д’Овернь (24 октября 1708 — 28 июля 1728). Дети:
- Карл Теодор (11 декабря 1724 — 16 февраля 1799), герцог Юлих-Берга, курфюрст Пфальца с 1742 года (под именем Карл IV Теодор), курфюрст Баварии с 1777 года.
- Мария Анна (30 мая 1728 — 25 июня 1728).

2-я жена: с 1731 Элеонора Гессен-Ротенбургская (17 октября 1712 — 23 мая 1759). Детей в браке не было.